# Mission Kashmir
Mission Kashmir è un film di Bollywood, diretto da Vidhu Vinod Chopra nel 2000.
Nel cast spiccano Sanjay Dutt, Preity Zinta e Hrithik Roshan.

## Trama
Il film si apre con l'esplosione di una barca su un lago. Uno dei soldati di Inayat Khan, capo della polizia del Kashmir, finisce sopra un pontile con al di sotto una bomba.
Khan se ne accorge e, dato che il giovane, di nome Gurdeep, non sa nuotare, lo salva facendolo cadere in acqua.
Khan capisce anche che l'esplosione della barca era indirizzata ai suoi uomini.
Nella zona infatti milita un movimento per l'indipendenza del Kashmir, capitanato da Malik-Ul-Khan, il quale minaccia di morte tutti i medici che aiutino i feriti.
Le minacce presto si trasformano in realtà: il dottor Akhtar, infatti, viene ucciso e con lui la moglie e la figlia.
Così, quando il figlio di Khan, Irfaan, cade da una finestra e sbatte la testa, nessun dottore vuole curarlo e muore.
Khan, deciso a vendicarsi, viene a sapere che Khalik-Ul-Khan è andato in un villaggio dove si sta per svolgere un matrimonio, Dalgate.
Lì vivono anche due ragazzini, Altaaf e Sufiya Parvez, rispettivamente di 11 e 9 anni.
Quando tornano a casa, vedono che ci sono gli uomini di Khalik.
Ben presto arriva Khan con i suoi uomini, tutti coperti da passamontagna, che fanno una strage uccidendo tutti; solo Altaaf si salva e Sufi, che era uscita.
Altaaf però vede gli occhi dell'uomo che uccide i suoi genitori (si tratta di Khan).
La moglie di Khan, Neelima, desiderosa di riavere un bambino, convince il marito a prendere con sé Altaaf, dato che il bambino non lo ha visto in faccia.
La prima sera che lo lasciano da solo, Altaaf in un cassetto trova il passamontagna e, presa una foto di quello che ormai chiama "papà", glielo disegna sopra.
Riconosce così gli occhi dell'assassino dei suoi genitori.
Appena Khan e Neelima ritornano a casa, Altaaf spara, ma non coglie il bersaglio e così scappa dalla finestra.
Trascorsi una decina d'anni, un gruppo di musulmani sta organizzando una missione per l'indipendenza del Kashmir, chiamata in codice "Mission Kashmir".
Questo gruppo terrorista ha a disposizione molto denaro per pagare il capo della missione, Hilaal, il quale dice che ha bisogno, per portare a termine il suo compito, di un uomo disposto a morire.
Quell'uomo è Altaaf. Quest'ultimo è ancora sulle tracce di Khan e lo vede anche in televisione dove viene intervistato da quella che riconosce essere la sua vecchia amica Sufi.
Così la va a trovare dove lavora e lì lei lo accoglie con la massima gioia, anche perché lo credeva morto.
Altaaf ha in mente, insieme a Hilaal, di uccidere Khan nel giorno del suo compleanno.
Preparano una cartina che deve servire per depistare la polizia che indichi un luogo di attacco falso: scelgono Chinar Baag, dove si terrà la competizione annuale di pittura per i bambini.
Affinché il loro piano funzioni hanno bisogno anche di Sufi: vogliono colpire infatti la torre della televisione.
Sadiq, uno dei loro uomini, non è d'accordo e Hilaal lo uccide, facendolo apparire un suicidio.
Così Altaaf, sfruttando la sua amicizia con la conduttrice, riesce a far saltare in aria la torre, mentre la polizia, che ha trovato la mappa, fa un buco nell'acqua a Chinar Baag.
Khan, su tutte le furie, interroga Sufi, ma si accorge subito della sua innocenza.
La televisione intanto trasmette il volto di Altaaf, che viene definito un pericoloso terrorista.
La moglie di Khan decide di rivedere suo figlio adottivo (divenuto ormai famoso) e, quando Altaaf si confida con lei, Neelima gli dice di pensare bene a quello che deve fare, perché lei soffrirà comunque, sia se morirà Altaaf, sia se morirà Khan.
Il primo ministro sta per arrivare e Deshpande, un politico, informa Khan che non potrà presiedere alla sua difesa, a causa dei sospetti che circolano riguardo ai suoi vecchi rapporti con Altaaf.
Tornato a casa, Khan chiede alla moglie dove è stata e lei le dice che è andata a trovare Altaaf: per questo motivo litigano seriamente.
Altaaf va a fare visita a Sufi, dicendole che l'indomani partirà, ma la ragazza non è contenta di vederlo.
Dopodiché la situazione degenera e, dopo varie fasi altelananti (che vedono anche la morte di Neelima), Altaaf e Khan si trovano faccia a faccia, pronti ad uccidersi.
Proprio quando Altaaf sembra avere la meglio, Khan gli rivela che lui è stato solo una pedina nelle mani di Hilaal e che la missione non era finalizzata a uccidere il primo ministro ma a distruggere sia la moschea che il tempio induista a Hazratbal, in modo che tutti si sentissero attaccati e pronti ad entrare in guerra.
Così, quando Hilaal ferisce Khan, Altaaf, ripensando alle parole di Neelima, uccide gli uomini di Hilaal, mentre quest'ultimo rimane ferito.
Giunti a Hazratbal, Altaaf viene ferito gravemente. Il villaggio va praticamente in fiamme.
Ben presto però si risveglia e vede davanti a sé Sufi e Khan e dice loro che per la prima volta dopo dieci anni ha sognato di nuovo.

## Uscite internazionali
- Uscita nel  Regno Unito: 26 ottobre 2000
- Uscita in  India: 27 ottobre 2000
- Uscita negli  USA: 27 ottobre 2000
- Uscita in  Spagna: 27 ottobre 2000
- Uscita in  Germania: 27 ottobre 2000
- Uscita in  Svezia: 15 novembre 2001

## Musiche
Nel film sono presenti sette canzoni, di seguito elencate nell'ordine in cui compaiono:
- Dhuan Dhuan
- So Ja Chanda
- Bumbro
- Chupke Se Sun
- Rind Posh Maal
- Socho Ke Jheelon Ka
- Maaf Karo

La prima canzone viene cantata subito dopo l'esplosione della barca all'inizio del film.
La seconda fa riferimento alla morte di Irfaan.
Bumbro è la canzone cantata e ballata quando Altaaf incontra Sufi.
La quarta cade nel momento in cui Sufi consola Altaaf, che le ha appena raccontato la sua vita, seguita a breve da Rind Posh Maal.
La sesta canzone è sempre interpretata dai due giovani protagonisti nel momento in cui lui la va a trovare a casa.
Infine, Maaf Karo sigilla con le sue note il tentativo da parte di Khan di ottenere il perdono della moglie poco prima che muoia per lo scoppio della bomba.